# Wolodymyr Schazkych

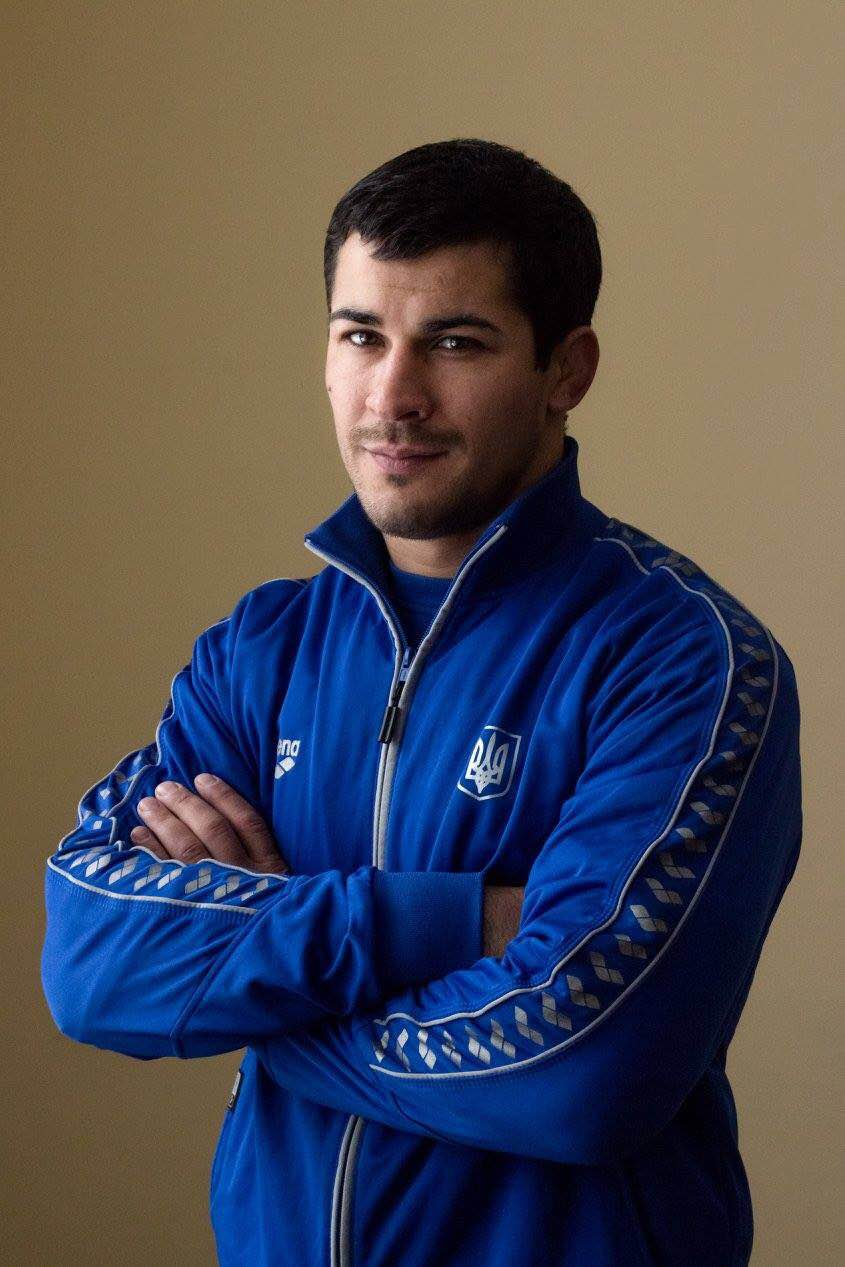
Wolodymyr Schazkych, 2017

Wolodymyr Wolodymyrowytsch Schazkych (ukrainisch Володимир Володимирович Шацьких, russisch Владимир Владимирович Шацких, Wladimir Wladimirowitsch Schazkich; * 2. Juli 1981 in Molodohwardijsk, Oblast Luhansk) ist ein ukrainischer Ringer. Er war Weltmeister 2006 im griechisch-römischen Stil im Weltergewicht.

## Werdegang
Wolodymyr Schazkych begann als Jugendlicher 1992 mit dem Ringen. Er gehört dem Sportclub Dynamo Dnipropetrowsk an. Sein Trainer ist Nikolai Stawrinow. Er konzentriert sich ganz auf den griechisch-römischen Stil und wuchs vom Leichtgewicht (bis 69 kg bzw. 66 kg Körpergewicht) in das Weltergewicht (bis 76 kg bzw. 74 kg Körpergewicht) hinein.
Gleich bei seiner ersten Teilnahme an einer internationalen Meisterschaft feierte er einen großen Erfolg, denn er wurde im Jahre 2000 in Nantes Junioren-Weltmeister im Leichtgewicht. Bei der Junioren-Weltmeisterschaft des folgenden Jahres in Taschkent konnte er diesen Erfolg nicht wiederholen, denn er verlor dort seinen zweiten Kampf, womit er ausschied und auf dem 13. Platz landete.
Es zeichnete sich hier schon eine gewisse Unbeständigkeit ab, von der die gesamte Laufbahn Schazkychs gekennzeichnet ist. Großen Erfolgen folgen ganz schwache Ergebnisse, die allerdings oftmals auch von dem etwas unglücklichen Ringer-Reglement zu Beginn der 2000er Jahre beeinflusst wurden.
Im Seniorenbereich erzielte er bei der Weltmeisterschaft 2002 in Moskau mit einem 4. Platz im Weltergewicht sein erstes herausragendes Ergebnis, auch wenn er damit eine Medaille knapp verpasste. Er gewann bei dieser Weltmeisterschaft u. a. über T. C. Dantzler aus den Vereinigten Staaten und Konstantin Schneider aus Deutschland, während er gegen Badri Chassaia aus Georgien u. Filiberto Ascuy Aguilera aus Kuba verlor.
Bei der Europameisterschaft 2003 in Belgrad belegte er nur den 12. Platz, weil er in seinem zweiten Kampf gegen Weltmeister Alexei Gluschkow aus Russland verlor und damit ausscheiden musste. Bei der Weltmeisterschaft 2003 in Créteil gewann Schazkych u. a. gegen Badri Chassaia und Filiberto Ascuy Aguilera, also gegen die Ringer, gegen die er bei der Weltmeisterschaft 2002 verloren hatte, aber er verlor erneut gegen Alexei Gluschkow und belegte damit den 5. Platz.
Bei den Olympischen Spielen 2004 in Athen rutschte er dann im Weltergewicht nach Niederlagen gegen Warteres Samurgaschew aus Russland, dem späteren Olympiasieger und Konstantin Schneider, trotz eines abschließenden Sieges über Mohammad Babulfath, dem schwedischen Weltklasseringer, auf den 13. Platz ab.
Im Jahre 2005 startete er nur bei der Europameisterschaft in Warna. In seinem ersten Kampf gelang ihm dabei ein Sieg über seinen Angstgegner Alexei Gluschkow. Aber schon in der zweiten Runde unterlag er gegen Manuchar Kwirkwelia aus Georgien mit 1:2 Runden, obwohl er bei Kampfende mit 6:4 techn. Punkten führte. Ausschlaggebend für Sieg oder Niederlage sind aber nur die gewonnenen Runden.
Bei der Europameisterschaft 2006 in Moskau verlor Schazkych seinen ersten Kampf gegen Christophe Guénot aus Frankreich ziemlich klar mit 0:2 Runden und 1:7 technischen Punkten. Da Guénot aber nicht das Finale erreichte, kam er nicht in die Hoffnungsrunde und landete auf dem 17. Platz. Im gleichen Jahr gelang ihm dann bei der Weltmeisterschaft in Guangzhou/China, dem früheren Kanton, der größte Erfolg seiner Laufbahn, denn er wurde mit fünf Siegen Weltmeister im Weltergewicht. In den entscheidenden Kämpfen besiegte er dabei mit Mark Overgaard Madsen aus Dänemark, Konstantin Schneider und Marko Yli-Hannuksela aus Finnland drei Ringer, die nicht aus den Nachfolgestaaten der ehemaligen Sowjetunion stammten. Eine einmalige, wahrscheinlich nicht wiederkehrende Situation.
Bei den beiden nächsten internationalen Meisterschaften, an denen Schazkych teilnahm, schied er jeweils schon noch der ersten Runde mit Niederlagen aus. Bei der Weltmeisterschaft 2007 in Baku verlor er gegen T. C. Dantzler nach Punkten (1:2 Runden, 2:5 techn. Punkte) und bei der Europameisterschaft 2008 in Tampere verlor er gegen Aljaksandr Kikinjou aus Belarus ebenfalls nach Punkten (0:2 Runden, 2:6 techn. Punkte). Er belegte damit nur die Plätze 36 und 21.
Im Jahre 2008 gelang es ihm aber, sich beim Olympia-Qualifikationsturnier in Novi Sad, bei dem er im Weltergewicht den 1. Platz belegte, sich für die Olympischen Spiele in Peking zu qualifizieren. In Peking verlor er in seinem ersten Kampf nach ausgeglichenem Verlauf gegen Arsen Dschulfalakjan aus Armenien nach Punkten (1:2 Runden, 3:3 techn. Punkte), womit er ausschied, weil Dschulfalakjan das Finale nicht erreichte.
Bei der Europameisterschaft 2009 in Vilnius kämpfte sich Schazkych mit drei Siegen bis in das Finale vor, in dem er aber wiederum gegen Arsen Dschulfalakjan verlor und sich dadurch mit dem 2. Platz begnügen musste.

## Internationale Erfolge
| Jahr | Platz | Wettbewerb                             | Gewichtsklasse | |
| 2000 | 1.    | Junioren-WM (Juniors) in Nantes        | Leicht         | mit Siegen über Damian Fedorowics, Polen, Bijender Singh, Indien, Andrei Demankin, Russland, Parvis Zaidvand, Iran u. Joseph James Privitore, USA                                                           |
| 2001 | 13.   | Junioren-WM (Juniors) in Taschkent     | Welter         | mit einer Niederlage gegen Nikolai Kurakow, Russland u. einem Sieg über Alik Tserko, Estland |
| 2002 | 4.    | WM in Moskau                           | Welter         | mit Siegen über Daniel Schnyder, Schweiz, Katsuhiro Nagata, Japan, T. C. Dantzler, USA u. Konstantin Schneider, Deutschland u. Niederlagen gegen Badri Chassaia, Georgien u. Filiberto Ascuy Aguilera, Kuba |
| 2003 | 12.   | EM in Belgrad                          | Welter         | mit einem Sieg über Joachim Iversen, Norwegen u. einer Niederlage gegen Alexei Gluschkow, Russland |
| 2003 | 3.    | TUL-Turnier in Vantaa/Finnland         | Welter         | hinter Kim-Jussi Nurmela, Finnland, vor Wiktor Aniskowets, Belarus u. Ari Härkänen, Finnland |
| 2003 | 5.    | WM in Créteil                          | Welter         | mit Siegen über Mats Rolfsen, Norwegen, Filiberto Ascuy Aguilera u. Badri Chassaia u. einer Niederlage gegen Alexei Gluschkow                                                                               |
| 2004 | 2.    | TUL-Turnier in Vantaa                  | Welter         | hinter Anatoli Polkin, Belarus, vor Ari Härkönen u. Tommy Lundell, Schweden |
| 2004 | 13.   | OS in Athen                            | Welter         | nach Niederlagen gegen Warteres Samurgaschew, Russland u. Konstantin Schneider u. einem Sieg über Mohammad Babulfath, Schweden                                                                              |
| 2004 | 3.    | Großer Preis von Ungarn in Szombathely | Welter         | hinter Alain Hassli, Frankreich u. Choi Duk-Hoon, Südkorea, gemeins. mit C. Rosu, Rumänien |
| 2005 | 12.   | EM in Warna                            | Welter         | mit einem Sieg über Alexei Gluschkow u. einer Niederlage gegen Manuchar Kwirkwelia, Georgien |
| 2005 | 7.    | Universiade in Izmir                   | Welter         | mit Siegen über Kim Jon Ryol, Nordkorea u. Otar Pheradse, Georgien u. einer Niederlage gegen Péter Bácsi, Ungarn                                                                                            |
| 2006 | 17.   | EM in Moskau                           | Welter         | nach einer Niederlage gegen Christophe Guénot, Frankreich |
| 2006 | 2.    | Avozmash-Cup in Mariupol               | Welter         | hinter Michail Ganaga, Ukraine, vor Ramazan Abatscharajew, Russland u. Beka Karkaraschwili, Ukraine |
| 2006 | 1.    | WM in Guangzhou/China                  | Welter         | mit Siegen über Rajbir Singh, Indien, Ilja Shafran, Israel, Danijar Kobonow, Kirgisistan, Mark Overgaard Madsen, Dänemark, Konstantin Schneider u. Marko Yli-Hannuksela, Finnland                           |
| 2007 | 2.    | Großer Preis von Ungarn in Szombathely | Welter         | hinter Mark Overgaard Madsen, vor Andras Horvath u. Levente Füredy, bde. Ungarn |
| 2007 | 1.    | "Pytlasinski"-Memorial in Warschau     | Welter         | vor Mark Overgaard Madsen, Roman Meljoschin, Kasachstan u. Choi Duk-Hoon |
| 2007 | 36.   | WM in Baku                             | Welter         | nach einer Niederlage gegen T. C. Dantzler |
| 2008 | 1.    | "Iwan-Poddubny"-Memorial in Moskau     | Welter         | vor Wiktor Aniskowets, Belarus, Warteres Samurgaschew u. Michail Iwantschenko, bde. Russland |
| 2008 | 21.   | EM in Tampere                          | Welter         | nach einer Niederlage gegen Aljaksandr Kikinjou, Belarus |
| 2008 | 7.    | Olympia-Qualif.-Turnier in Ostia       | Welter         | Sieger: Manuchar Kwirkwelia vor Ilgar Abdulow, Aserbaidschan u. Warteres Samurgaschew |
| 2008 | 1.    | Olympia-Qualif.-Turnier in Novi Sad    | Welter         | vor Aljaksandr Kikinjou, Mojtaba Babajanzadeh, Iran u. Arsen Dschulfalakjan, Armenien |
| 2008 | 15.   | OS in Peking                           | Welter         | nach einer Niederlage gegen Arsen Dschulfalakjan |
| 2009 | 5.    | Großer Preis von Slowenien             | Welter         | hinter Waldemars Venckaitis, Litauen, Bozo Starcevic, Kroatien, Jure Kuhar, Slowenien u. Alexander Kisjutschin, Russland                                                                                    |
| 2009 | 2.    | EM in Vilnius                          | Welter         | mit Siegen über Goran Bulatovic, MNE, Gennadi Gogischwili, Georgien u. Selçuk Çebi, Türkei u. einer Niederlage gegen Arsen Dschulfalakjan                                                                   |